# Reuters
Reuters là một trong những hãng thông tấn lớn nhất thế giới. Reuters cung cấp bài viết, hình ảnh, đồ họa và video cho những tờ báo, đài phát thanh, đài truyền hình, Internet và các phương tiện truyền thông khác.
Reuters kiếm tiền do những lợi tức thu được từ việc truyền tải dữ liệu rộng khắp toàn cầu của thị trường tài chính điện tử – tỷ giá hối đoái tiền tệ, giá cổ phiếu, giá hàng hoá – tới những ngân hàng, thương gia, môi giới, nhà đầu tư và những công ty khắp nơi trên thế giới. Dữ liệu liên tục được cập nhật khi các thị trường tài chính thay đổi. Reuters cũng bán phần mềm cho phép những nhà phân tích dữ liệu tài chính và cho những giao dịch trực tiếp từ một máy tính đầu cuối.
Trụ sở chính của Reuters nằm tại London, (Anh).
Ngày 15 tháng 7 năm 2007, hãng tin Canada Thomson đã thỏa thuận xong việc mua sáp nhập Reuters vào thành một hãng tin Thomson Reuters với số tiền 17.2 tỉ USD, trở thành hãng nắm số thị phần thông tin tài chính lớn nhất thế giới lúc đó, vượt qua đối thủ Bloomberg

## Lịch sử phát triển

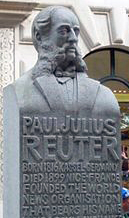
Tượng Paul Reuter tại London

## Hình ảnh

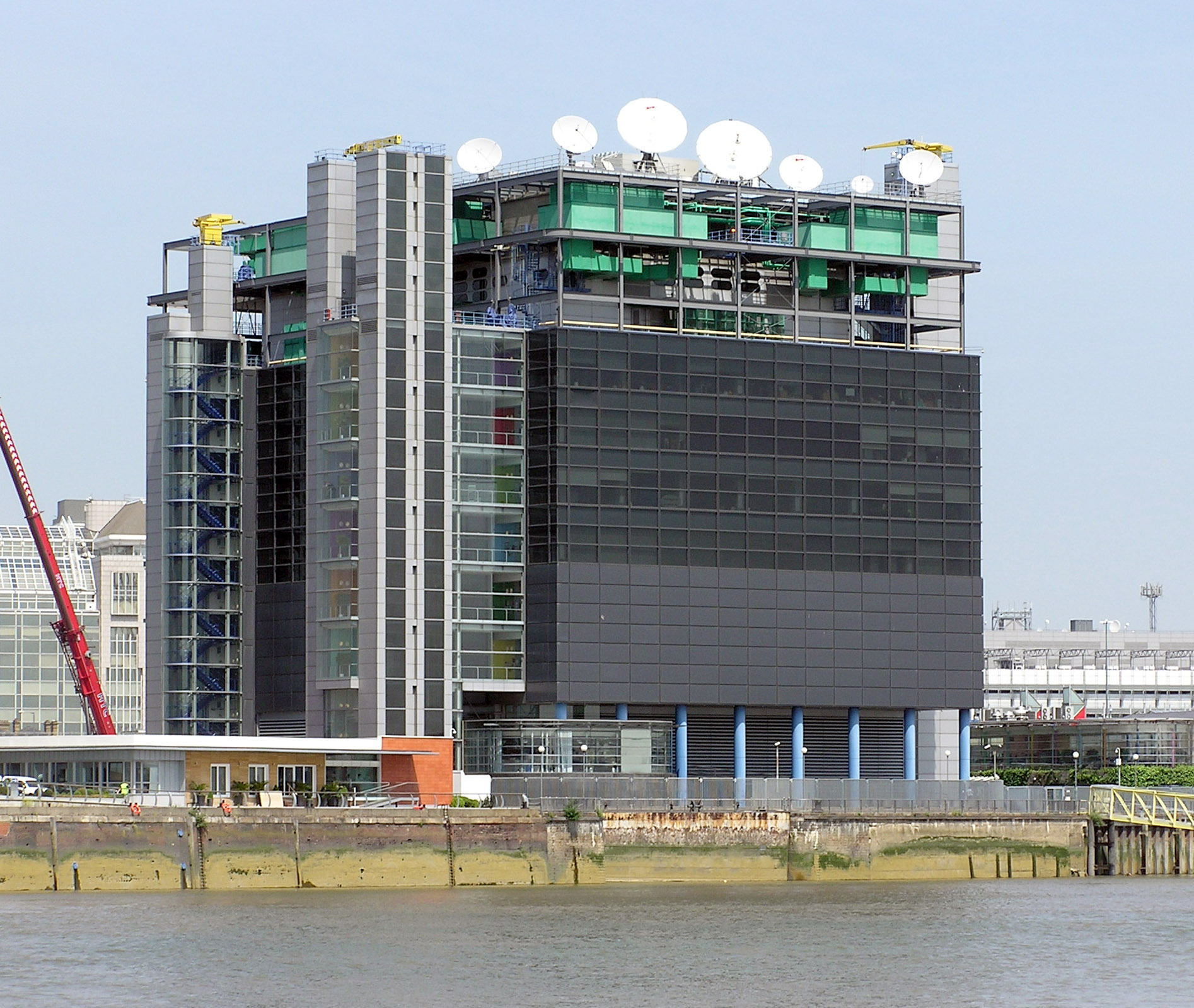
Trung tâm Dữ liệu của Reuters tại London
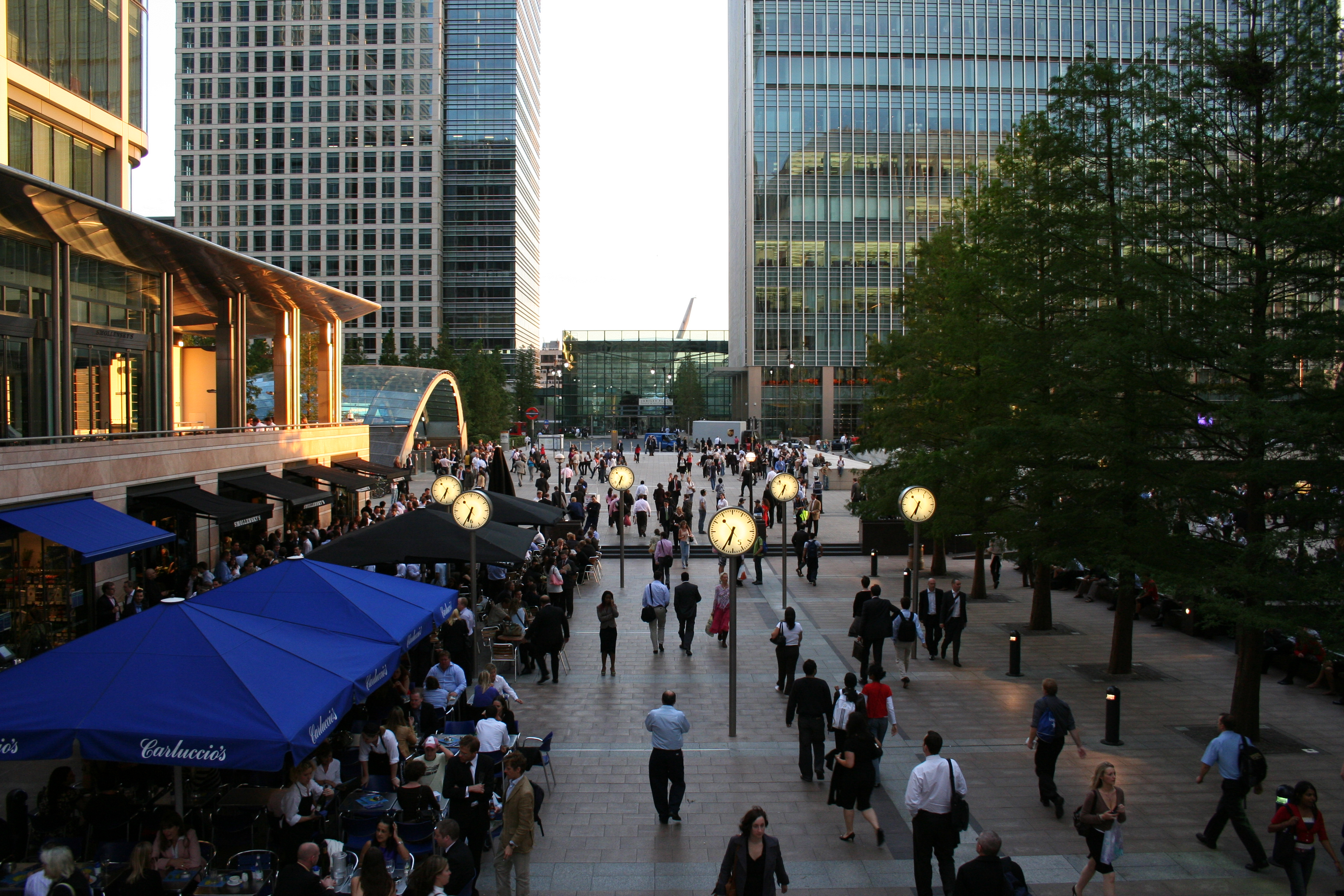
Reuters Plaza, London
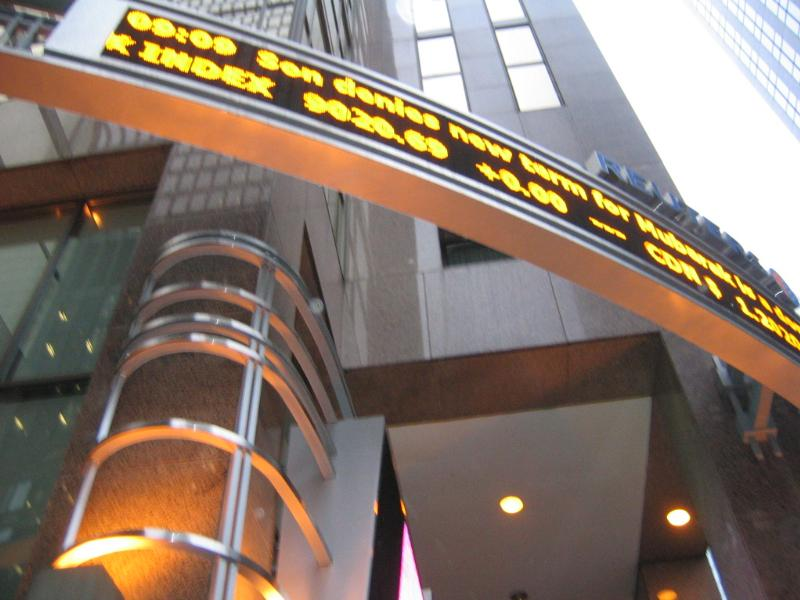
Toronto, Canada

## Reuters tại Việt Nam
- 8 Trần Hưng Đạo, Hà Nội
- 65 Lê Lợi, Quận 1, Thành phố Hồ Chí Minh